# جام طلایی کونکاکاف ۲۰۰۵
جام طلایی کونکاکاف ۲۰۰۵ هشتمین دوره جام طلایی کونکاکاف بود که با شرکت تیم‌های عضو کونکاکاف (آمریکای شمالی، آمریکای مرکزی و کارائیب) برگزار شد. در پایان مسابقات تیم ملی فوتبال ایالات متحده آمریکا برای سومین بار به مقام قهرمانی رسید.